# فكر ما بعد شكلي
اهتم علم النفس التنموي بدايةً بمسألة النماء في مرحلة الطفولة، وذلك استنادًا إلى مراحل النمو المعرفي البشري الأربع التي وضعها جان بياجيه، إذ تُعرف المرحلة الأخيرة منها باسم مرحلة العمليات الشكلية. طال علم النفس التنموي لاحقًا البالغين، فافترضت معظم نظريات النمو المعرفي المُحدثة -التي انتقدت نظريات بياجيه- وجود مرحلة واحدة أو أكثر لما يُعرف باسم الفكر ما بعد الشكلي. تناولت بعض النظريات الأخرى في علم النفس التنموي مسألة الفكر ما بعد الشكلي أيضًا، بما في ذلك نموذج مايكل كومونز حول التعقيد الهرمي وإطار العمل التنموي البنائي لأوتو لاسكي.
يُوصف الفكر ما بعد الشكلي بأنه أكثر مرونةً ومنطقيةً وجدليةً من المراحل التنموية السابقةً، فضلًا عن كونه قادرًا على الاستجابة إلى التعقيدات الأخلاقية والفكرية إلى حد كبير. وصف غريفين وزملاؤه الفكر ما بعد الشكلي قائلين: «يستطيع المرء تصور أكثر من منطق وخيار ومفهوم ... بغية فهم التعقيدات والانحيازات المتأصلة في [الحقيقة]». وصفت جان سينوت الفكر ما بعد الشكلي بأنه الخطوة التالية للفكر الشكلي، وأضافت أن من خلاله «يتعرف الأفراد على العالم الخارجي».

## خصائص وعمليات الفكر ما بعد الشكلي
أشارت سينوت إلى سمتين رئيسيتين للفكر ما بعد الشكلي:
1. المرجعية الذاتية: تنطوي جميع المعارف على قدر من الذاتية، ولذلك تُعتبر كل المعارف غير مكتملة. يُحث الناس باستمرار على التصرف، وذلك على الرغم من أنهم دائمًا «محاصرون في ذاتية جزئية» بسبب محدودية معرفتهم. ينطوي وجوب التصرف هذا على ضرورة اتخاذ الناس للقرارات والاستمرار في التصرف بناءً على المنطق الذي اختاروه. وبالتالي، قد يُعتبر المنطق المُستخدم في هذه الحالة ذاتي المرجعية إلى حد ما.
2. ترتيب العمليات الشكلية: يقرر الناس ما هو صحيح، وبالتالي تتطور العمليات المنطقية من هذه الاستنتاجات ثم تتقدم لتصبح أكثر تعقيدًا.

وصفت سينوت أيضًا العمليات الرئيسية التي يشتمل عليها الفكر ما بعد الشكلي:
1. التحول فوق النظري: أي الانتقال من فهم المشكلة بوصفها مجردةً إلى فهمها كمشكلة عملية مثلًا. يستند التحول الكبير إلى طرق تفكير جديدة على الصعيد الفلسفي والأبستمولوجي.
2. تعريف المشكلة: أي تسمية المشكلة.
3. التحول من الإجراء إلى النتاج: أي تطوير نوع من أنواع الإجراءات بغية فهم مسألة التعامل مع المشاكل المتماثلة دون التوصل إلى إجابة فريدة للمشكلة المطروحة.
4. وضع المعايير: أي وصف حدود الحل المستقبلي.
5. البراغماتية: أي الاختيار العملي لحل واحد من بين العديد من الحلول.
6. الحلول المتعددة: أي إيجاد أكثر من حل واحد «صحيح».
7. الأهداف المتعددة: أي وصف النقاط المتعددة التي من شأنها أن تسهل «حل» المشكلة.
8. النهج المتعددة: أي تقديم نهج متعددة للوصول إلى ذات الحل.
9. السببية المتعددة: فهم الأسباب المختلفة المُتضمنة في المشكلة وإيجاد تفسير منطقي لها.
10. المفارقة: أي فهم التناقضات المُتضمنة.
11. الفكر المرجعي الذاتي: أي فهم الفكرة المتمثلة بأن الفرد هو من يختار ويحكم على المنطق المُستخدم في إيجاد الحلول.